# 上海アリス幻樂団
上海アリス幻樂団（しゃんはいアリスげんがくだん）は、同人ゲーム・同人音楽を制作している日本の同人サークルである。上海アリス幻楽団と表記される場合もあるが、こちらの表記も認められている。代表作は「東方Project」シリーズ。 

## 凡例
東方Project#凡例を参照。

## 概要
サークルはZUN（ずん）により運営されている。
ZUNは1995年に東京電機大学の非公認サークル「Amusement Makers」に入部、1998年12月まで「ZUN Soft」という個人制作のブランド名で弾幕系シューティングゲーム「東方Project」旧作品（PC-98版）の開発や発表などを行っていた。コミックマーケット55（1998年12月）で頒布した『怪綺談』を最後に大学卒業・就職に伴ってゲームの個人制作活動は休止していたが、その後も「Amusement Makers」の他のメンバー達（現・サークル「瞬殺サレ道?」）の「西方Project」作品（2000年『秋霜玉』、2001年『稀翁玉』）の作曲や東方Projectからのゲストキャラクターの部分などに携わっている。
コミックマーケット61（2001年12月）に音楽サークルとして参加する予定で、サークル名「上海アリス幻樂団」として申し込みするも落選。次のコミックマーケット62（2002年8月）でWindows版の「東方Project」（『紅魔郷』）と音楽CD『蓬莱人形』を頒布した。これを機にウェブサイト名も夏コミ前（2002年7月）に『東方幻想空間「博麗神社」』から現在の『上海アリス幻樂団』に変更、現在に至る。
音楽サークルとして立ち上げたものの個人ゲーム制作も復帰させた理由としては『プロギアの嵐』をやっていて新作シューティングゲームを創ってみたくなったこと、冬コミに落選して次の新作音楽CDを当面考える必要がなくなり、半年の制作期間が生まれたこと、シューティングゲームのボスの段階が変わるごとに段階の名称が登場するシステムを誰かが出す前に発表したかったこと、ゲームのほうが音楽を聞いてもらえると思ったこと、仕事としてゲーム開発に携わり溜まったストレスの発散、Windowsでゲームを作ることでWindowsプログラミングとDirectXを覚えるためでもあったことなどがZUNから挙げられている。
ゲームの制作以外にも、ZUN名義で東方Projectに関する書籍も出版している。主に原作・文章部分などを担当。

### メンバー
ZUN（ずん、本名：太田 順也（おおた じゅんや）、1977年3月18日生まれ）
長野県白馬村出身、東京電機大学卒業。既婚。子持ち 。
実家が喫茶店を営んでおり、幼少の頃からテーブル筐体に触れていたことがゲームに興味を持ったきっかけだという。中学での授業をきっかけに作曲を始め、プログラミングを始めたのは大学に入ってからで、「Amusement Makers」にも初めは主にゲームミュージックを作るつもりで入部したという。
大学卒業後にタイトーに就職。ゲーム開発者（プログラマー）として携わり、後に退職。『ラクガキ王国』や『ラクガキ王国2』には彼がデザインした「ハクレイのミコ」という登場人物が隠れキャラクターとして存在する。
「ZUN」はアーケードゲームのネームエントリーが3文字しか入らないために本名をもじって使用していた名称。ファンなどからは「神主」と呼ばれている。本人も「神主」の呼称は認めているらしく、公式サイトにかつてあった自己紹介ページのタイトルを「神主紹介」としていたことや『永夜抄』のスタッフロールで「“幻創神主”ZUN・ゲームを作る（創る）程度の能力」と称したこともある。また『求聞史紀』裏表紙など各所で、ファンから贈られた「博麗神主」と彫られた印鑑を使用している。
出身地・長野県の伝承を自身の作品（『風神録』）にモチーフとして取り入れたこともある。
2008年9月5日放送のNHK-BS2のバラエティ番組『ザ☆ネットスター!』や、2010年5月2日放送のNHK-BS2の情報・トーク番組『MAG・ネット』に顔出しで登場している。
自分自身のテーマ曲として「童祭 〜 Innocent Treasures」（音楽CD『夢違科学世紀』収録）を作曲している。

## 作品

### 東方Projectの作品群

#### ゲーム
- 上海アリス幻樂団設立以前の作品
  - 東方靈異伝 〜 Highly Responsive to Prayers.（1996年11月 東京電機大学理工学部鳩山祭・1997年8月 コミックマーケット（以下「Cxx」と略）52発表）
  - 東方封魔録 〜 the Story of Eastern Wonderland.（1997年8月 C52発表）
  - 東方夢時空 〜 Phantasmagoria of Dim.Dream.（1997年12月 C53発表）
  - 東方幻想郷 〜 Lotus Land Story.（1998年8月 C54発表）
  - 東方怪綺談 〜 Mystic Square.（1998年12月 C55発表）
- 上海アリス幻樂団設立後の作品
  - 東方紅魔郷 〜 the Embodiment of Scarlet Devil.（2002年8月 C62発表）
  - 東方妖々夢 〜 Perfect Cherry Blossom.（2003年8月 C64発表）
  - 東方永夜抄 〜 Imperishable Night.（2004年8月 C66発表）
  - 東方花映塚 〜 Phantasmagoria of Flower View.（2005年8月 C68発表）
  - 東方文花帖 〜 Shoot the Bullet.（2005年12月 C69発表）
  - 東方風神録 〜 Mountain of Faith.（2007年8月 C72発表）
  - 東方地霊殿 〜 Subterranean Animism.（2008年8月 C74発表）
  - 東方星蓮船 〜 Undefined Fantastic Object.（2009年8月 C76発表）
  - ダブルスポイラー 〜 東方文花帖（2010年3月 第7回博麗神社例大祭発表）
  - 妖精大戦争 〜 東方三月精（2010年8月 C78発表）
  - 東方神霊廟 〜 Ten Desires.（2011年8月 C80発表）
  - 東方輝針城 〜 Double Dealing Character.（2013年8月 C84発表）
  - 弾幕アマノジャク 〜 Impossible Spell Card.（2014年5月 第11回博麗神社例大祭発表）
  - 東方紺珠伝 〜 Legacy of Lunatic Kingdom.（2015年8月 C88発表）
  - 東方天空璋 〜 Hidden Star in Four Seasons.（2017年8月 C92発表）
  - 秘封ナイトメアダイアリー ～ Violet Detector.（2018年8月 C94発表）
  - 東方鬼形獣 〜 Wily Beast and Weakest Creature.（2019年8月 C96発表）　
  - 東方虹龍洞 〜 Unconnected Marketeers.（2021年5月 Steam発表）
  - バレットフィリア達の闇市場 〜 100th Black Market.（2022年8月 C100発表）
  - 東方獣王園 〜 Unfinished Dream of All Living Ghost.（2023年8月 C102発表）
  - 東方錦上京 〜 Fossilized Wonders.（2025年8月　C106発表予定）

- 黄昏フロンティアとの共同制作
  - 東方萃夢想 〜 Immaterial and Missing Power.（2004年12月 C67発表）
  - 東方緋想天 〜 Scarlet Weather Rhapsody.（2008年5月 第5回博麗神社例大祭発表）
  - 東方非想天則 〜 超弩級ギニョルの謎を追え（2009年8月 C76発表）
  - 東方心綺楼 〜 Hopeless Masquerade.（2013年5月 第10回博麗神社例大祭発表）
  - 東方深秘録 〜 Urban Legend in Limbo.（2015年5月 第12回博麗神社例大祭発表）
  - 東方憑依華 〜 Antinomy of Common Flowers.（2018年1月 Steam発表）
  - 東方剛欲異聞 〜 水没した沈愁地獄（2021年10月 第8回博麗神社秋季例大祭発表）

#### 音楽CD
- ZUN's Music Collection シリーズ
  - 蓬莱人形 〜 Dolls in Pseudo Paradise（2002年8月 C62・2002年12月 C63発表）
  - 蓮台野夜行 〜 Ghostly Field Club（2003年12月 C65発表）
  - 夢違科学世紀 〜 Changeability of Strange Dream（2004年12月 C67発表）
  - 卯酉東海道 〜 Retrospective 53 minutes（2006年5月 第3回博麗神社例大祭発表）
  - 大空魔術 〜 Magical Astronomy（2006年8月 C70発表）
  - 未知の花 魅知の旅（2011年5月 第8回博麗神社例大祭発表[26]）
  - 鳥船遺跡 〜 Trojan Green Asteroid（2012年4月 第6回COMIC1発表）
  - 伊弉諾物質 〜 Neo-traditionalism of Japan.（2012年8月 C82発表）
  - 燕石博物誌 〜 Dr.Latency's Freak Report.（2016年5月　第13回博麗神社例大祭発表）
  - 旧約酒場 〜 Dateless Bar ”Old Adam”.（2016年8月 C90発表）
  - 虹色のセプテントリオン（2021年12月 C99発表）
  - 七夕坂夢幻能 ～ Taboo Japan Disentanglement.（2024年5月　第21回博麗神社例大祭発表）
- 幺樂団の歴史 〜 Akyu's Untouched Score シリーズ
  - 幺樂団の歴史1 〜 Akyu's Untouched Score vol.1（2006年5月 第3回博麗神社例大祭発表）
  - 幺樂団の歴史2 〜 Akyu's Untouched Score vol.2（2006年12月 C71発表）
  - 幺樂団の歴史3 〜 Akyu's Untouched Score vol.3（2006年12月 C71発表）
  - 幺樂団の歴史4 〜 Akyu's Untouched Score vol.4（2007年12月 C73発表）
  - 幺樂団の歴史5 〜 Akyu's Untouched Score vol.5（2007年12月 C73発表）

#### 書籍
- 単行本
  - 東方文花帖 〜 Bohemian Archive in Japanese Red.（2005年8月 刊行 / 本文・漫画「風の号外」原作・音楽CD）
  - 東方求聞史紀 〜 Perfect Memento in Strict Sense.（2006年12月 刊行 / 本文・音楽CD）
  - The Grimoire of Marisa（2009年7月 刊行 / 本文・音楽CD）
  - 東方求聞口授 〜 Symposium of Post-mysticism.（2012年4月 刊行 / 本文）
  - The Grimoire of Usami（2019年4月 刊行 / 本文）
  - 東方Project人妖名鑑 宵闇編（2020年3月 刊行 / 本文）
  - 東方Project人妖名鑑 常世編（2020年10月 刊行 / 本文）

- 雑誌掲載
  - 東方香霖堂 〜 Curiosities of Lotus Asia.（Colorful PUREGIRL2004年2月号から連載 / 本文 / 挿絵：唖采弦二）
  - 東方三月精
    - 東方三月精 〜 Eastern and Little Nature Deity.（月刊コンプエース2005年8月号から連載 / 漫画原作・小説「月の妖精」本文・音楽CD / 作画：松倉ねむ）
    - 東方三月精 〜 Strange and Bright Nature Deity.（月刊コンプエース2006年6月号から連載 / 漫画原作・音楽CD / 作画：比良坂真琴）
    - 東方三月精 〜 Oriental Sacred Place.（月刊コンプエース2009年7月号から連載 / 漫画原作・音楽CD / 作画：比良坂真琴）
    - 東方三月精 〜 Visionary Fairies in Shrine.（月刊コンプエース2016年3月号から連載 / 漫画原作 / 作画：比良坂真琴）

  - 東方求聞史紀『記憶する幻想郷』（月刊ComicREX2006年12月号に読みきりとして掲載 / 漫画原作 / 作画：秋★枝）
  - 東方儚月抄
    - 東方儚月抄 〜 Silent Sinner in Blue.（月刊ComicREX2007年7月号から連載 / 漫画原作・音楽CD / 作画：秋★枝）
    - 東方儚月抄 〜 Cage in Lunatic Runagate.（キャラ☆メル2007年創刊号から連載 / 本文 / 挿絵：TOKIAME）
    - 東方儚月抄 〜 月のイナバと地上の因幡（まんが4コマKINGSぱれっと2007年8月号から連載 / 原案 / 作画：あらたとしひら）

  - 東方茨歌仙 〜 Wild and Horned Hermit.（キャラ☆メル Febri Vol.1（2010年7月）から連載 / 漫画原作 / 作画：あずまあや）
  - 東方鈴奈庵 〜 Forbidden Scrollery.（月刊コンプエース2012年12月号から連載 / 漫画原作 / 作画：春河もえ）
  - 東方智霊奇伝 反則探偵さとり（東方我楽多叢誌で2019年10月から連載 / 漫画原作 / 作画：銀木犀→秋巻ゆう)
  - 東方酔蝶華 ～ ロータスイーター達の酔醒（月刊コンプエース2020年1月号から連載 / 漫画原作 / 作画：水炊き）

### その他の作品
以下はZUN名義で参加した作品である。

#### 上海アリス幻樂団以前の同人ゲーム作品
西方Project
秋霜玉（2000年12月 C59発表 / 音楽・一部キャラクターグラフィックス担当）
サークル「瞬殺サレ道?」（作品発表時「Amusement Makers」所属）制作の弾幕系シューティングゲーム。西方Project1作目。東方Projectの登場人物もゲスト参戦している。
稀翁玉（2001年12月 C61発表 / 音楽・一部キャラクターグラフィックス担当）
サークル「瞬殺サレ道?」（作品発表時「Amusement Makers」所属）制作の対戦型シューティングゲーム。西方Project2作目。東方Projectの登場人物もゲスト参戦している。
このほか、1998年11月の東京電機大学理工学部の大学祭（鳩山祭）の展示作品、1999年11月の同祭展示作品でも、それぞれZUNが音楽を担当した。
トルテルマジック（2001年5月発表 / 音楽担当）
ハンドルネーム「ぴえとろ」が習作として制作したフリーゲーム。『天からトルテ!』の二次創作シューティングゲーム。

#### 上海アリス幻樂団以降の同人ゲーム作品
黄昏酒場〜Uwabami Breakers〜（2007年12月 C73発表 / プログラム・キャラクターグラフィックス・スクリプト・音楽1曲担当）
呑んべぇ会制作。弾幕シューティングゲーム。
神魔討綺伝 〜 Magus in Mystic Geometries.（2008年3月発表 / 音楽1曲担当）
D.N.A.Softwares制作。東方Projectの二次創作全方位シューティングゲーム。呑んべぇ会名義で制作に参加している。
東方幻想麻雀（2009年3月発表 / 音楽2曲担当・キャラクター出演）
D.N.A.Softwares制作。東方Projectの二次創作麻雀ゲーム。本ゲームオリジナルの音楽は1曲。ZUN本人が登場人物として実写で出演している。

#### 同人誌
霊偲志異2（2004年12月 C67発表 / 小説「東方香霖堂 神々の道具」担当）
twirl-lock制作。東方Projectの二次創作小説の合同本。
東方紫香花 〜 Seasonal Dream Vision.（2005年10月 刊行 / テーマ指定・小説「六十年ぶりに紫に香る花」・一部音楽担当）
株式会社虎の穴から刊行。
この他、いくつかの東方Projectの二次創作合同本にゲスト寄稿している。

#### 同人音楽CD
Cradle 東方幻樂祀典（2004年8月 C66発表）
sound sepher制作。東方Projectの二次創作音楽CD。同人イベント「第1回博麗神社例大祭」（2004年4月）で行われた『妖々夢』スコアアタックイベント用にステージ短縮した特別仕様版の使用曲と、アレンジ1曲でゲスト参加している。
幻想曲抜萃 東方萃夢想 ORIGINAL SOUND TRACK（2005年8月 C68発表）
黄昏フロンティア制作。『萃夢想』のオリジナルサウンドトラック。ZUNは3曲提供。
全人類ノ天楽録 東方緋想天 ORIGINAL SOUND TRACK（2008年8月 C74発表）
黄昏フロンティア制作。『緋想天』のオリジナルサウンドトラック。ZUNは3曲提供。
東方幻想麻雀 オリジナルサウンドトラック（2009年8月 C76発表）
D.N.A.Softwares制作。『東方幻想麻雀』で使用されたBMGが収録された音楽CD。ZUNは2曲提供。
核熱造神ヒソウテンソク 東方非想天則 ORIGINAL SOUND TRACK（2009年12月 C77発表）
黄昏フロンティア制作。『非想天則』のオリジナルサウンドトラック。ZUNは2曲提供。
暗黒能楽集・心綺楼 東方心綺楼 ORIGINAL SOUND TRACK（2013年8月 C84発表）
黄昏フロンティア制作。『心綺楼』のオリジナルサウンドトラック。ZUNは2曲提供。
深秘的楽曲集 宇佐見菫子と秘密の部室（2015年8月 C88発表）
黄昏フロンティア制作。『深秘録』のオリジナルサウンドトラック。ZUNは2曲提供。
完全憑依ディスコグラフィ（2018年5月 第15回博麗神社例大祭発表）
黄昏フロンティア制作。『憑依華』のオリジナルサウンドトラック。ZUNは2曲提供。
8BIT MUSIC POWER FINAL（2017年10月）
コロンバスサークル製作の8BITアルバム。ZUNは1曲提供。
東方オトハナビ（2021年8月）
COOL&CREATE制作。東方Projectの二次創作音楽CD。ZUNは1曲提供。
強欲な獣のムジカ（2021年11月）
黄昏フロンティア制作。『剛欲異聞』のオリジナルサウンドトラック。ZUNは2曲提供。

#### 商業作品
博麗神主のゲームが先かお酒が先か（コンプティーク2009年12月号～2013年7月号、コンプエース2013年9月号～）
酒に関するコラム。

#### 楽曲提供
INDIE Live ExpoⅡ（2020年11月7日）
インディーゲームを紹介する情報番組。ZUNがテーマ曲を制作。
Wolfship Design（2021年12月15日）
山梨県北都留郡丹波山村のたばやま観光推進機構の地域ブランド。ZUNがイメージ曲を制作。

#### 番組
2軒目から始まるラジオ（Ustream2010年8月6日～2016年11月29日、YouTube2016年11月29日～）
ZUNがインターネット上で毎月配信している番組。